# Miconia cuspidata
Miconia cuspidata là một loài thực vật có hoa trong họ Mua. Loài này được Mart. ex Naudin mô tả khoa học đầu tiên năm 1850.

## Hình ảnh

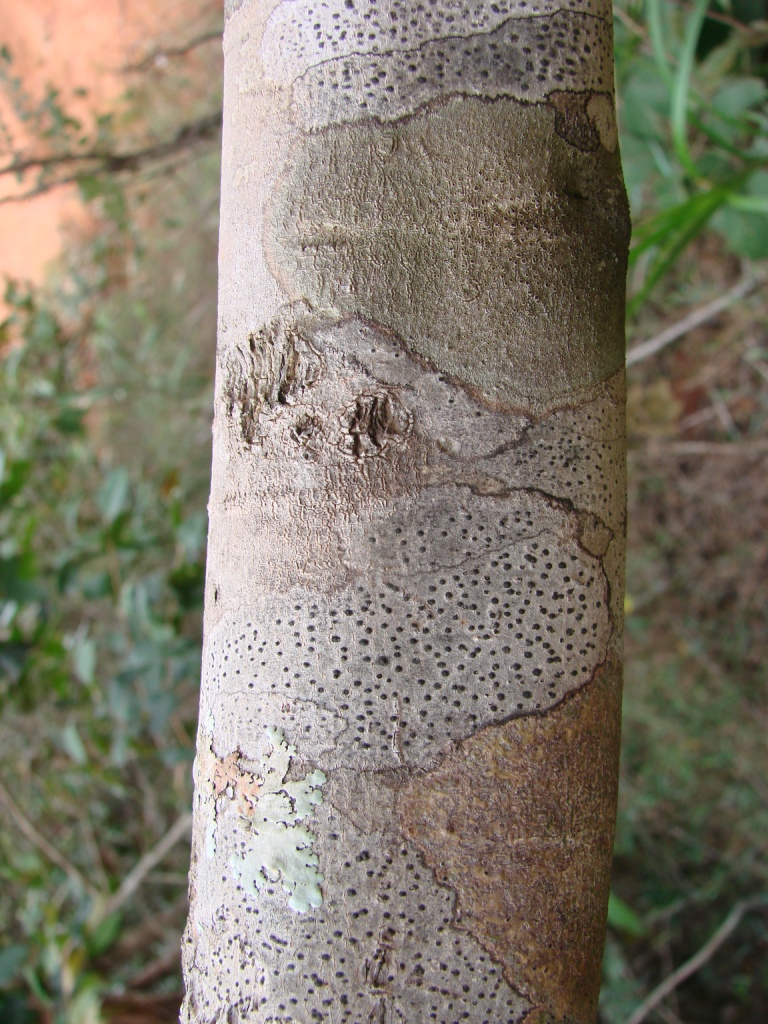